# 施塔特貝格山 (庫夫施泰因)
47°34′39″N 12°12′34″E / 47.57750°N 12.20944°E

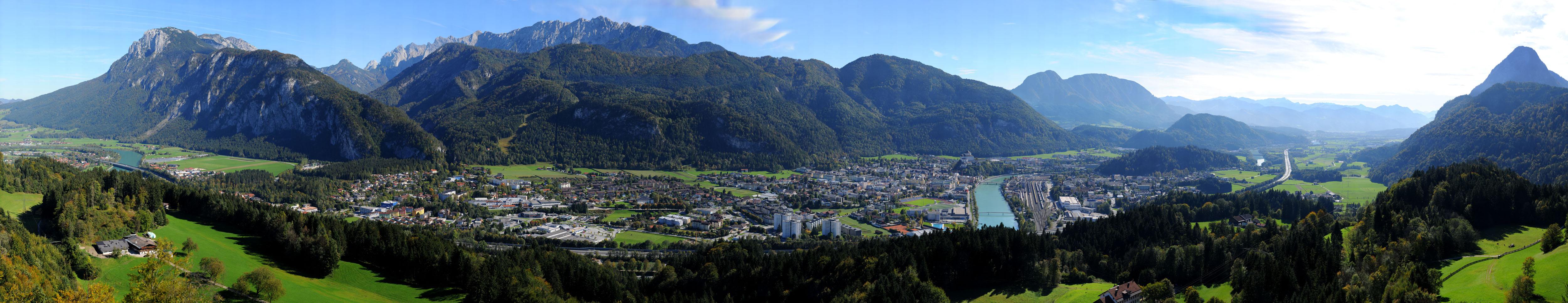

施塔特貝格山（德語：Stadtberg），是奧地利的山峰，位於該國西部，由蒂羅爾州負責管轄，屬於皇帝山脈的一部分，處於庫夫施泰因，海拔高度1,272米。